# 赤峰トンネル
赤峰トンネル（あかみねトンネル）は、大阪府河内長野市内を通る大阪府道217号大野天野線のトンネルである。

## 概要
地域高規格道路大阪橋本道路の一部区間の「一般府道大野天野線道路改良事業」として事業化され、当トンネル前後の道路、約260mと共に2013年（平成25年）11月6日に開通した。当トンネルが開通したことで、周辺道路の渋滞解消や、河内長野市北西部や狭山ニュータウンと大阪外環状線や国道371号との所要時間の短縮が見込まれる。また、2014年3月に完成した河内長野市消防防災拠点施設（河内長野市消防本部新庁舎）のアクセス道路としても整備された。
一方で、当トンネル開通に伴い、周辺の生活道路へ抜け道として利用する自動車が増加することが見込まれるため、寺ヶ池西側の道路が午前7時から9時まで自動車の通行禁止の処置がとられた。
当初このトンネルの区間は、開削による計画が予定されていたが、環境的価値の高い「グリーンベルト」と呼ばれるエリアを縦断することになり、自然環境を損なう危険性が指摘されていた。そのため、長らく計画が停滞することとなったが、部分的に周辺環境に影響の少ないトンネル計画に変更することでようやく着工された。これによって、従来の開削計画では事業費約6億円のところが約10億円に膨らむ結果となり、土被りが極端に少ないトンネルとなった。
また、コンクリート舗装を除くと上下線が約10cm程と非常に近接した構造となっており、NATMの無導坑式による事例の少ない超近接施工が行われた。

## 沿革
- 1970年（昭和45年） - 都市計画道路大阪河内長野線として都市計画決定[1]。
- 2005年（平成17年） - トンネル前の市道交差点の改良工事に着手。
- 2012年（平成24年）
  - 5月28日 - トンネル着工。
  - 11月 - 上り線側トンネルが貫通。
- 2013年（平成25年）
  - 4月12日 - 下り線側トンネルが貫通[5]。
  - 11月6日 - 供用開始。